# Paul Stock
Paul Stock (* 8. Januar 1997 in Landau in der Pfalz) ist ein deutscher Fußballspieler. 
Er spielt in der Saison 2025/26 für Hansa Rostock in der 3. Liga.

## Karriere

### Jugend- & Amateurfußball
Stock begann mit dem Fußballspielen beim SV Landau West und wechselte nach der D-Jugend in die Jugendabteilung des FSV Offenbach. Im Frühjahr 2016 kam er zu ersten Einsätzen im Seniorenbereich in der Verbandsliga Südwest. Im Sommer 2016 schloss er sich dem SV Rülzheim in der Landesliga Südwest an. Nach 22 Toren in 36 Ligaspielen wechselte er Anfang Februar 2018 zum FV Dudenhofen in die Oberliga Rheinland-Pfalz/Saar. Dort war er in knapp drei Spielzeiten Stammspieler und erzielte 27 Tore in 65 Ligaspielen. Anfang Januar 2021 wechselte er in die Regionalliga Südwest zum TSV Steinbach Haiger. Auch hier konnte er sich als Stammspieler und Kapitän etablieren und erzielte 20 Tore in 82 Ligaspielen.

### Profifußball
Im Sommer 2023 wechselte er zum Zweitliga-Aufsteiger SV Elversberg. Seinen ersten Profieinsatz hatte er am 29. Juli 2023, dem 1. Spieltag, als er auswärts beim 2:2 gegen Hannover 96 in der Startformation stand. Am Ende der Saison 2024/25 verpasste er mit den Saarländern in der Relegation gegen den 1. FC Heidenheim den Aufstieg in die 1. Bundesliga. Nach 49 Einsätzen und sechs Toren für die SV Elversberg in der 2. Bundesliga wechselte Stock schließlich zur Saison 2025/26 zu Hansa Rostock in die 3. Liga.